# Luteolină
Luteolina este o flavonă naturală care în stare pură este un solid galben cristalin.